# La mer (Debussy)

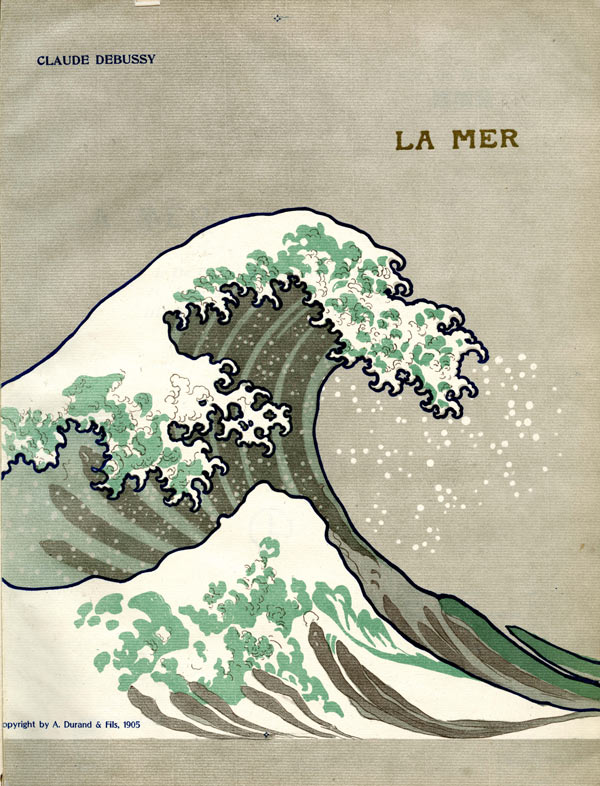
Portada de la edición original de 1905 de La mer, que reproducía La gran ola de Kanagawa.

La mer, trois esquisses symphoniques pour orchestre  (El mar, tres bocetos sinfónicos para orquesta), o simplemente La mer (La mar; números de catálogo L 109 y CD 111), es una obra para orquesta del compositor francés Claude Debussy (1862-1918). Comenzada en 1903 en Francia, la composición de La mer se completó en 1905 durante la estancia de Debussy en la costa del canal de la Mancha, en Eastbourne. Fue estrenada por la orquesta Lamoureux, bajo la dirección de Camille Chevillard, el 15 de octubre de 1905 en París. La obra no fue muy bien recibida, sobre todo a causa de una mala ejecución, pero con el tiempo se convirtió en una de las composiciones orquestales de Debussy más interpretadas.
La partitura está anotada para dos flautas, un flautín, dos oboes, un corno inglés, dos clarinetes, tres fagotes, un contrafagot, cuatro trompas, tres trompetas, dos cornetas, tres trombones, una tuba, timbales, percusión —platillos, Glockenspiel, triángulo, Tamtam y bombo—, dos arpas y cuerdas.
Una ejecución «estándar» dura alrededor de 23-24 minutos. La mer tiene tres movimientos:
1. De l'aube à midi sur la mer [Desde el amanecer hasta el mediodía en el mar] - Très lent (Si menor) (~09:00).
2. Jeux de vagues [Juegos de olas] - Allegro (Do sostenido menor) (~06:30).
3. Dialogue du vent et de la mer [Diálogo del viento y el mar] - Animé et tumultueux (Do sostenido menor) (~08:00).

Por su factura, la obra se asemeja a una sinfonía, aunque no lleve el título de tal.

## Comentario
Debussy subtituló La mer como «Tres bocetos sinfónicos», evitando el término más formal de «sinfonía». La mer es ostensiblemente una secuencia de tres impresiones; sin embargo, la construcción de la obra es sinfónica, ya que consta de dos poderosos movimientos externos enmarcando a uno más ligero, más rápido, que actúa a modo de scherzo.
La mer está ampliamente considerada como una de las más grandes obras orquestales del siglo XX. Es una obra maestra de sugestión y sutileza en su rica descripción del océano, que combina una orquestación inusual con audaces armonías impresionistas. La obra está considerada entre las más importantes, a pesar de no ser de las más conocidas de Debussy.
La mer es quizás uno de los mejores ejemplos del uso por parte de Debussy de una estructura matemática, la proporción áurea. El musicólogo Roy Howat ha escrito un libro titulado Debussy in Proportion donde muestra el uso de esta relación en La mer y en otras obras.